# Římskokatolická farnost Žeravice
Římskokatolická farnost Žeravice je územní společenství římských katolíků s farním kostelem Stětí svatého Jana Křtitele v děkanátu Kyjov. 

## Historie farnosti
Žeravice patřily v minulosti do ježovské farnosti, k tamnímu kostelu sv. Jakuba. Farní kostel Stětí svatého Jana Křtitele pochází z let 1722–1728. Patronem kostela, který položil i základní kámen, byl Hanuš Dětřich Petřvaldský. Při požáru obce v roce 1775 byl kostel zničen a jeho obnova byla dokončena v roku 1803. Mezi roky 1895-1912 jako 15. farář sloužil P. František Coufal (1864-1931), vysvěcen v r.1888. Za jeho působení byl pořízen nový hlavní oltář z kararského mramoru, pokryta věž kostela, položena střecha na farní budově, instalovány nové varhany a věžní hodiny.

## Duchovní správci
Současným duchovním správcem je od února 2014 R. D. Mgr. Jan Šimoník (nejdříve jako administrátor, od ledna 2017 jako farář).

## Bohoslužby
| Kostel                             | Místo    | Bohoslužba (den)    | Hodina          | Poznámka     |
| ---------------------------------- | -------- | ------------------- | --------------- | ------------ |
| kostel Stětí svatého Jana Křtitele | Žeravice | neděle pátek sobota | 9.30 18.00 7.00 | farní kostel |

## Aktivity ve farnosti
Na území farnosti se pravidelně koná Tříkrálová sbírka. V roce 2016 se při ní vybralo 31 734 korun.